# Antonio Talamini
Antonio Ivo Talamini (Vodo di Cadore, 1923 of 1924 - Conegliano, 1 juli 2007) was een Italiaans ijsmaker. Sinds 1953 exploiteerde hij een lunchroom annex ijssalon in Groningen.
De vrouw van Talamini, Nori Fiorin, was van oorsprong afkomstig uit Longarone. Talamini's jongste zoon Franco logeerde daar in 1963, maar werd vrij plotseling teruggehaald naar Groningen, enkele weken voor de ramp met de Vajontdam die vele familieleden het leven kostte. Talamini zelf was afkomstig uit Vodo di Cadore in de provincie Belluno.
Hij kwam naar de stad in 1953 en begon er de eerste naoorlogse Italiaanse ijssalon, aan de Nieuwe Ebbingestraat. De later geopende zaak aan de Grote Markt was jarenlang een begrip in Groningen. Hij deed haar in 1991 over aan zijn neef Enrico Fiorin.
In 1983 was Talamini te gast in de talkshow van Sonja Barend, waar hij in zijn rol als voorzitter van de vereniging van Italiaanse ijsbereiders in Nederland het boek "Italiaans ijs - de opmerkelijke historie van de Italiaanse ijsbereiders in Nederland" besprak.
Talamini haalde in 1984 het landelijk nieuws toen bleek dat zijn nieuwe ijssalon niet geheel op eigen grond stond. De gemeente Groningen besloot in februari 1984 het ontbrekende stukje grond (2 bij 8 centimeter) voor 1 gulden aan Talamini te verkopen.
Talamini overleed na een langdurige ziekte op 83-jarige leeftijd.

## Onderscheiding
In 1974 werd Talamini door de Italiaanse staat onderscheiden met de titel Cavaliere dell'Ordine della Stella della Solidarietà Italiana. Deze onderscheiding werd hem op 2 juni 1974 uitgereikt door de Italiaanse consul-generaal.